# Saint-Géry (Dordogne)
Saint-Géry ist eine französische Gemeinde mit 243 Einwohnern (Stand 1. Januar 2022) im Département Dordogne in der Region Nouvelle-Aquitaine (vor 2016: Aquitanien). Die Gemeinde gehört zum Arrondissement Bergerac und zum Kanton Pays de la Force.
Der Name in der okzitanischen Sprache lautet Sent Geri und leitet sich vom heiligen Ägidius ab.
Die Einwohner werden Saint Gérois und Saint Géroises genannt.

## Geographie
Saint-Géry liegt ca. 20 Kilometer nordwestlich von Bergerac im Gebiet Landais der historischen Provinz Périgord.
Umgeben wird Saint-Géry von den Nachbargemeinden:
|            | Saint-Médard-de-Mussidan                    | Les Lèches |
| Beaupouyet | Kompassrose, die auf Nachbargemeinden zeigt |            |
|            | Fraisse                                     | Bosset     |

Saint-Géry liegt im Einzugsgebiet des Flusses Dordogne.
Die Lidoire, ein rechter Nebenfluss der Dordogne, durchquert das Gebiet der Gemeinde. Der Martarieux, ein Nebenfluss der Isle, bewässert ebenfalls Saint-Géry.

## Einwohnerentwicklung

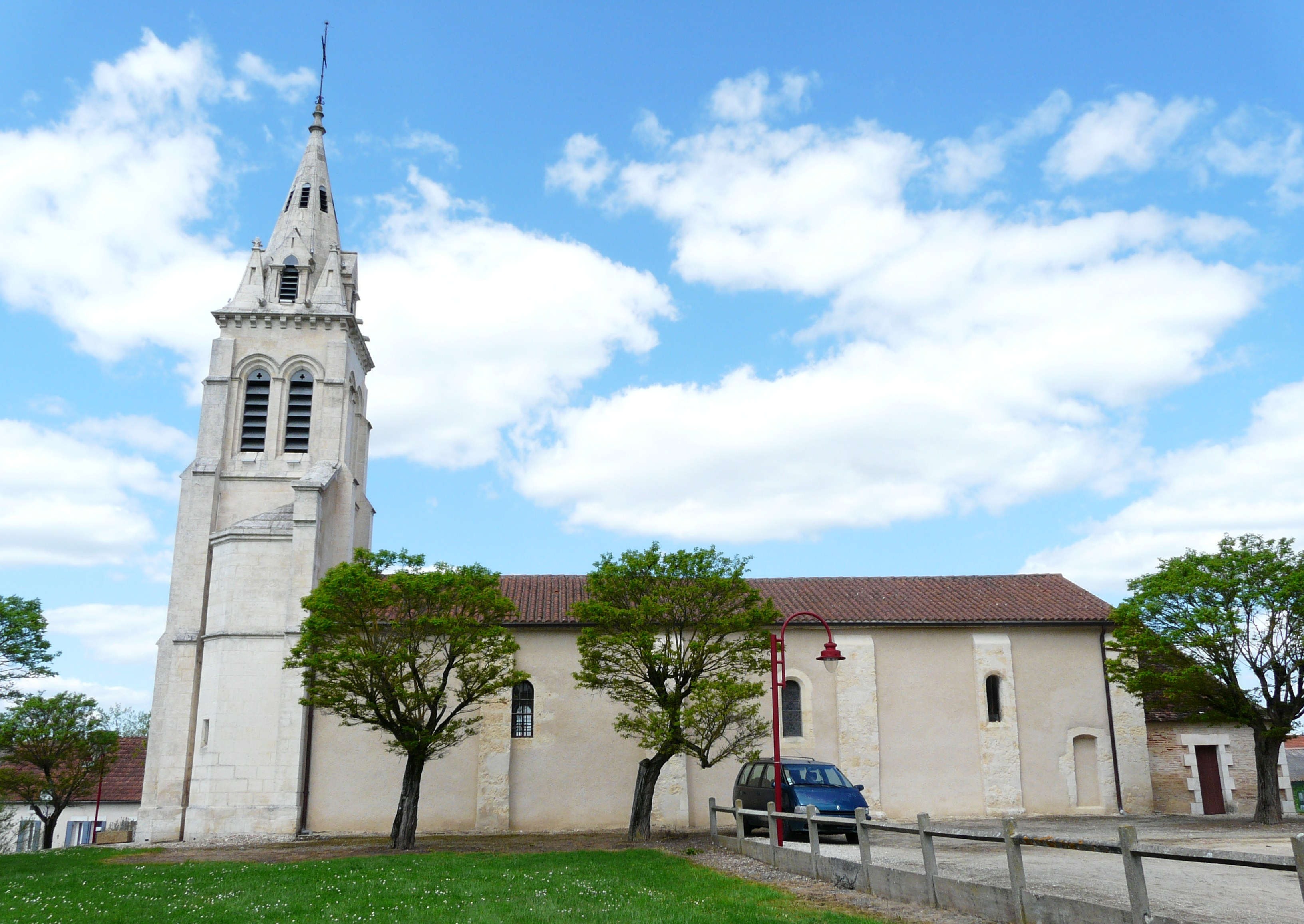
Pfarrkirche Saint-Gilles

Nach Beginn der Aufzeichnungen stieg die Einwohnerzahl in der ersten Hälfte des 19. Jahrhunderts auf einen Höchststand von rund 505. In der Folgezeit sank die Größe der Gemeinde bei relativ kurzen Erholungsphasen bis zur Jahrtausendwende auf rund 195 Einwohner, bevor eine Wachstumsphase einsetzte, die heute noch anhält.
| Jahr      | 1962 | 1968 | 1975 | 1982 | 1990 | 1999 | 2006 | 2011 | 2022 |
| --------- | ---- | ---- | ---- | ---- | ---- | ---- | ---- | ---- | ---- |
| Einwohner | 274  | 258  | 233  | 203  | 207  | 193  | 205  | 217  | 243  |

## Sehenswürdigkeiten
- Pfarrkirche Saint-Gilles, ersetzte im 19. Jahrhundert einen mittelalterliche Vorgängerbau

## Wirtschaft und Infrastruktur

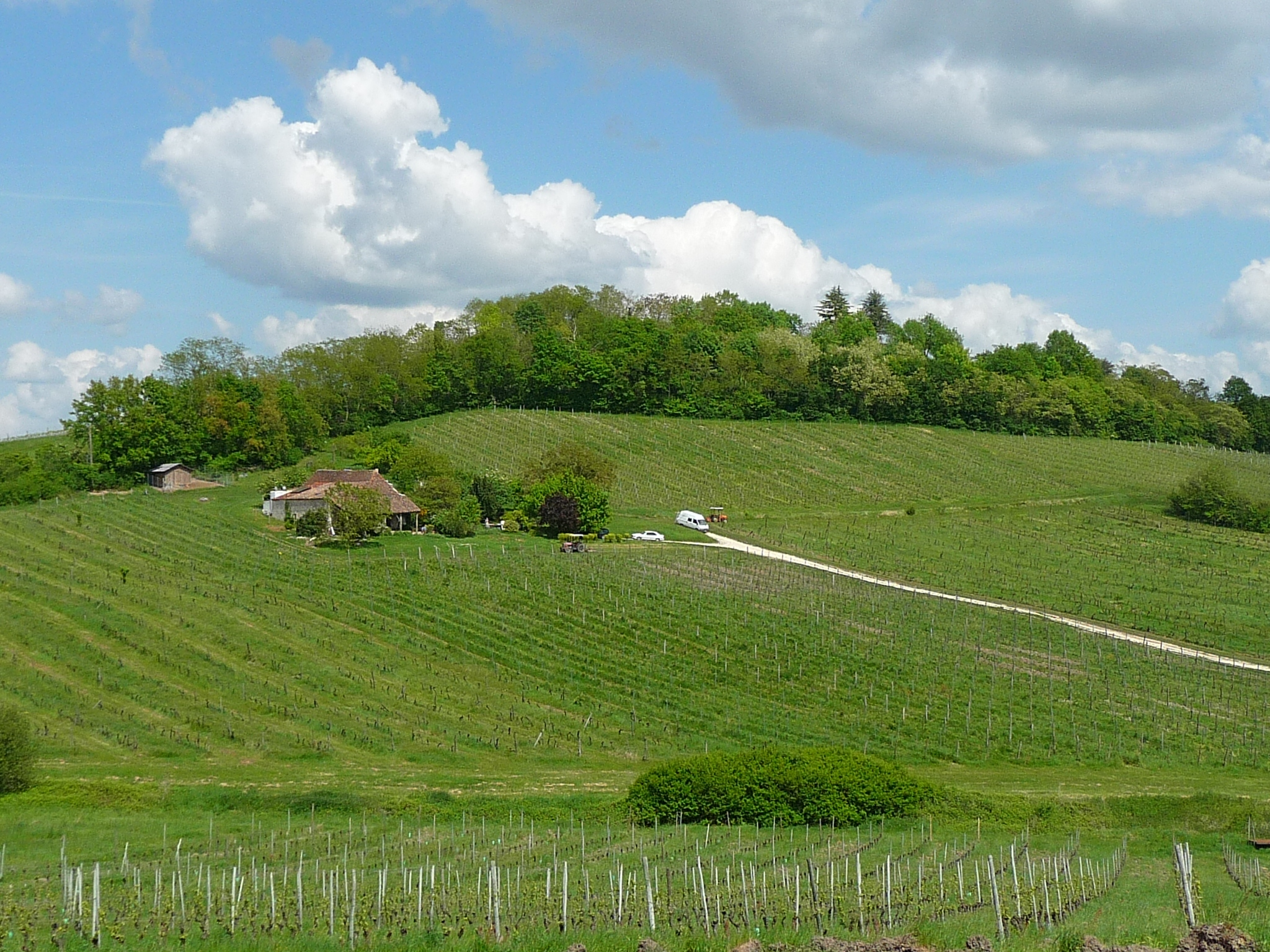
Weinberg der AOC Côtes de Bergerac

Saint-Géry liegt in den Zonen AOC des Bergerac mit den Appellationen Bergerac und Côtes de Bergerac.

### Verkehr
Saint-Géry ist erreichbar über die Route départementale 20.